# Sadewa
Sadewa (en népalais : सादेवा) est un comité de développement villageois du Népal situé dans le district de Taplejung. Au recensement de 2011, il comptait 1 048 habitants.